# Anacusta micans
Anacusta micans är en insektsart som beskrevs av Morgan Hebard 1928. Anacusta micans ingår i släktet Anacusta och familjen syrsor. Inga underarter finns listade i Catalogue of Life.